# Jeff Lynne
Jeffrey „Jeff“ Lynne OBE (* 30. prosince 1947 Birmingham) je anglický hudební skladatel, producent, aranžér, textař, zpěvák a multiinstrumentalista (původně hlavně kytarista), který se proslavil jako vedoucí a jediný stálý člen skupiny Electric Light Orchestra (ELO). Byl také členem kapel Idle Race, The Move a superskupiny Traveling Wilburys. Jako producent pracoval s hvězdami jako George Harrison, Paul McCartney, Brian Wilson, Roy Orbison, Del Shannon nebo Tom Petty.

## Kariéra
Začínal koncem 60. let jako frontman, producent a autor většiny repertoáru kapely Idle Race, která ale nezaznamenala komerční úspěch. Proto Lynne nakonec kývnul na opakovanou nabídku Roye Wooda z kapely Move, a založil s ním a bubeníkem Bevem Bevanem prog-rockový projekt Electric Light Orchestra. Po Woodově brzkém odchodu se Lynne stal v kapele výhradním autorem repertoáru a během 70. let se ELO pod jeho vedením stala jednou z nejúspěšnějších skupin dekády, typickou svým symfonicko-rockovým zvukem.

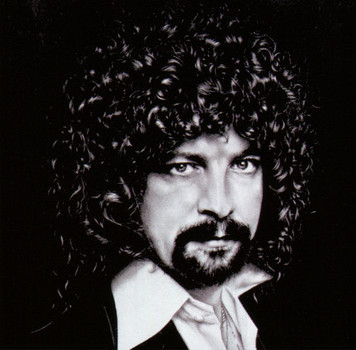
Jeff Lynne na propagačním portrétu roku 1977

Od 80. let se široce věnoval také produkování tvorby jiných hudebníků, v několika případech pomohl oživit kariéru někdejších velkých hvězd. Byl spoluautorem některých písní Toma Pettyho (např. hitu „Learning To Fly“) a také George Harrisona, jehož album Cloud Nine (1987) spolu s ním koprodukoval. Napsal a produkoval písně např. ještě Joe Cockerovi, Agnetě Fältskog nebo Olivii Newton-Johnové (hit „Xanadu“). 
Mezi jeho hvězdné počiny konce 80. let patřilo také zapojení do superskupiny Traveling Wilburys, jíž se vedle Harrisona a Pettyho účastnili ještě Orbison, Bob Dylan nebo Jim Keltner.
Díky přátelství s Harrisonem se Lynne stal v 90. letech producentem dvou nových písní kapely Beatles pro jejich Antologii – „Free as a Bird“ a „Real Love“. To mu pak vyneslo i pozvání Paula McCartneyho ke koprodukci jeho alba Flaming Pie. Roku 2001 se Lynne ujal posmrtné finalizace Harrisonova posledního alba Brainwashed.
Mezi jeho hity (vesměs nahrané s ELO) patří „Do Ya“, „Livin' Thing“, „Evil Woman“, „Turn to Stone“, „Sweet Talkin' Woman“, „Telephone Line“, „Mr. Blue Sky“, „Hold on Tight“, „Rockaria!“, „Confusion“ nebo „Don't Bring Me Down“.
Roku 2012 vydal album Long Wave, věnované vlastním coververzím svých oblíbených písní z mládí. V téže době vydal i kompilaci Mr Blue Sky: The Very Best of Electric Light Orchestra, což byly nové nahrávky hitů ELO pořízené ve spolupráci s klávesistou Richardem Tandym, a obnovil kapelu pod názvem Jeff Lynne's ELO.
Několikrát byl nominován do Skladatelské síně slávy (roku 2023 byl do ní uveden) a roku 2017 byl přijat do Rock'n'rollové síně slávy jakožto člen ELO. Roku 2015 získal hvězdu na Hollywoodském chodníku slávy a roku 2020 obdržel Řád britského impéria (4. stupně).

## Osobní život
Pochází z Birminghamu. V letech 1972–77 byl ženatý s Rosemary roz. Adamsovou a roku 1979 si vzal Sandi Kapelson, s níž má dcery Lauru (*1979) a Stephanii (*1981). Se Sandi se později také rozvedl a od roku 2008 je jeho partnerkou Camelia Kath (*1954, předtím manželka Terryho Katha a Kiefera Sutherlanda).